# Équipe de Suisse de rugby à XV des moins de 20 ans
 (septembre 2013).
L’équipe de Suisse des moins de 20 ans est constituée par une sélection des meilleurs joueurs suisses de rugby à XV de moins de 20 ans, sous l'égide de la fédération suisse de rugby à XV.

## Histoire
L’équipe de Suisse des moins de 20 ans est créée en 2008, remplaçant les équipes de Suisse des moins de 21 ans et des moins de 19 ans à la suite de la décision de l'IRB en 2007 de restructurer les compétitions internationales junior. Elle participe chaque année au championnat européen des nations des moins de 20 ans.
En 2008, elle perd au premier tour du championnat d'Europe de la FIRA qui a lieu en République tchèque. En 2009, l'équipe part en septembre pour essayer de passer le premier tour synonyme de revanche. Elle repart donc à Ostrava en République tchèque où elle s'impose d'abord 66 à 10 contre la Lettonie puis 32 à 19 face à la République tchèque. Elle termine à la première place de sa poule et qualifiée pour le carré final du groupe B. La suite de la compétition se déroule en Moldavie au mois de novembre. Pour le premier match, les helvètes sont opposés aux espoirs locaux, alors que les favoris polonais affrontent la Serbie. La Suisse perd et termine troisième après avoir battu la Serbie lors de la petite finale. En 2010, le groupe espoir se déplace en Serbie du 31 août au 5 septembre pour y jouer le premier tour du Championnat d'Europe, FIRA. Les autres équipes de la poule sont la Serbie, la Bulgarie et la Norvège.
En 2014, l'équipe Suisse est finaliste des championnats d'Europe a Brno face à la République Tchèque.
En 2015, c'est la même finale, mais les Suisses remportent le tournois.

## Palmarès

### Coupe du monde
| Édition | Phase finale     | Phase finale     | Phase finale     | Phase finale     | Phase finale     | Phase finale     | Phase finale     |
| Édition | Résultat         | M                | V                | N                | D                | pp               | pc               |
| ------- | ---------------- | ---------------- | ---------------- | ---------------- | ---------------- | ---------------- | ---------------- |
| 2008    | Non participante | Non participante | Non participante | Non participante | Non participante | Non participante | Non participante |
| 2009    | Non participante | Non participante | Non participante | Non participante | Non participante | Non participante | Non participante |
| 2010    | Non participante | Non participante | Non participante | Non participante | Non participante | Non participante | Non participante |
| 2011    | Non participante | Non participante | Non participante | Non participante | Non participante | Non participante | Non participante |
| 2012    | Non participante | Non participante | Non participante | Non participante | Non participante | Non participante | Non participante |
| 2013    | Non participante | Non participante | Non participante | Non participante | Non participante | Non participante | Non participante |
| 2014    | Non participante | Non participante | Non participante | Non participante | Non participante | Non participante | Non participante |
| 2015    | Non participante | Non participante | Non participante | Non participante | Non participante | Non participante | Non participante |
| 2016    | Non participante | Non participante | Non participante | Non participante | Non participante | Non participante | Non participante |
| 2017    | Non participante | Non participante | Non participante | Non participante | Non participante | Non participante | Non participante |
| 2018    | Non participante | Non participante | Non participante | Non participante | Non participante | Non participante | Non participante |
| 2019    | Non participante | Non participante | Non participante | Non participante | Non participante | Non participante | Non participante |
| 2023    | Non participante | Non participante | Non participante | Non participante | Non participante | Non participante | Non participante |
| Total   | —                | 0/13             | 0                | 0                | 0                | 0                | 0                |

### Trophée mondial
| Édition | Phase finale     | Phase finale     | Phase finale     | Phase finale     | Phase finale     | Phase finale     | Phase finale     |
| Édition | Résultat         | M                | V                | N                | D                | pp               | pc               |
| ------- | ---------------- | ---------------- | ---------------- | ---------------- | ---------------- | ---------------- | ---------------- |
| 2008    | Non participante | Non participante | Non participante | Non participante | Non participante | Non participante | Non participante |
| 2009    | Non participante | Non participante | Non participante | Non participante | Non participante | Non participante | Non participante |
| 2010    | Non participante | Non participante | Non participante | Non participante | Non participante | Non participante | Non participante |
| 2011    | Non participante | Non participante | Non participante | Non participante | Non participante | Non participante | Non participante |
| 2012    | Non participante | Non participante | Non participante | Non participante | Non participante | Non participante | Non participante |
| 2013    | Non participante | Non participante | Non participante | Non participante | Non participante | Non participante | Non participante |
| 2014    | Non participante | Non participante | Non participante | Non participante | Non participante | Non participante | Non participante |
| 2015    | Non participante | Non participante | Non participante | Non participante | Non participante | Non participante | Non participante |
| 2016    | Non participante | Non participante | Non participante | Non participante | Non participante | Non participante | Non participante |
| 2017    | Non participante | Non participante | Non participante | Non participante | Non participante | Non participante | Non participante |
| 2018    | Non participante | Non participante | Non participante | Non participante | Non participante | Non participante | Non participante |
| 2019    | Non participante | Non participante | Non participante | Non participante | Non participante | Non participante | Non participante |
| 2023    | Non participante | Non participante | Non participante | Non participante | Non participante | Non participante | Non participante |
| Total   | —                | 0/13             | 0                | 0                | 0                | 0                | 0                |